# Léandre Vaillat
Léandre Vaillat, né le 27 novembre 1876 à Publier (Haute-Savoie) et mort le 30 septembre 1952 à Paris 7e, est un écrivain et critique de danse français.

## Biographie
Critique d'art, essayiste et romancier, il collabore durant une vingtaine d'années à L'Illustration. Féru d'urbanisme, il s'intéresse à l'aménagement de Paris et de sa proche banlieue.
L’Académie française lui décerne le prix Sobrier-Arnould en 1911 et le prix Broquette-Gonin (littérature) en 1941.

## Œuvres principales
- Braquemond
- (Avec Armand Dayot): Chardin-Fragonard, Le livre d'or de l'exposition de 1907
- Études d'art, Paris: Librairie Fischbacher / Bruxelles: M. Weissenbruch, 1908
- (Avec Paul Ratouis de Limay): Jean-Baptiste Perronneau (1715-1783), Paris: Libraire-Éditeur Frédéric Gittler, 1908
- Le Sourire de l'ange, 1929, qui relate  la construction de la cité-jardin du Chemin Vert à Reims (Prix Northcliffe 1930)
- Paysages d'Annecy. Dessins d'André Jacques, Éd. Dardel, 1931
- Seine Chef-lieu Paris, Éditions Art et Métiers Graphiques, Paris, 1937, 348 pages, plan hors-texte : Aménagement de la région parisienne
- Histoire de la danse, Plon, 1942
- La Taglioni ou la Vie d'une danseuse, Éditions Albin Michel, 1942
- Ballets de l'Opéra de Paris, Compagnie française des Arts graphiques, 1943
- Olga Spessivtseva, ballerine. Bois gravés de Gilbert Poilliot d'après les gouaches de Dimitri Bouchène, Compagnie française des Arts graphiques, 1944
- Le Collier de jasmin. Illustrations en couleurs hors texte de François Quelvée, Éditions de l'Artisan, 1946
- La Pastorale savoyarde, Éditions Albin Michel, 1946
- Ballets de l'Opéra de Paris (ballets dans les opéras ; nouveaux ballets), Compagnie française des Arts graphiques, 1947
- Réflexions sur la danse, Éditions de l'Artisan, 1947
- La Danse à l'Opéra de Paris. Couverture illustrée par Dimitri Bouchène, dessins d'André MICHEL, Amiot-Dumont, 1951
- L'Invitation à la danse, Éditions Albin Michel, 1953

ainsi que La Savoie, couronné par l'Académie française.

## Distinctions
- Officier de la Légion d'honneur (5 août 1939)